# Hydromanicus guangdongensis
Hydromanicus guangdongensis is een schietmot uit de
familie Hydropsychidae. De soort komt voor in het Oriëntaals gebied.